# Championnat du Nigeria féminin de football 2021-2022
Navigation
Édition précédente Édition suivante
La saison 2021-2022 du championnat du Nigeria féminin de football est la trente-deuxième saison du championnat. Les River Angels remettent leur titre en jeu.

## Participants
| \| Abia Angels Adamawa Queens Bayelsa Queens Confluence Queens Delta Queens Edo Queens Naija Ratels Nasarawa Amazons Osun Babes Pelican Stars Rivers Angels Robo Queens Royal Queens Sunshine Queens \| Localisation des clubs engagés dans le championnat. |
| Abia Angels Adamawa Queens Bayelsa Queens Confluence Queens Delta Queens Edo Queens Naija Ratels Nasarawa Amazons Osun Babes Pelican Stars Rivers Angels Robo Queens Royal Queens Sunshine Queens                                                           |

Les Naija Ratels et les Adamawa Queens sont promus de NWFL Championship (D2).
| Nom du club            | Ville         | Groupe | Palmarès                                     |
| ---------------------- | ------------- | ------ | -------------------------------------------- |
| Abia Angels            | Umuahia       | B      |                                              |
| Adamawa Queens         | Yola          | A      |                                              |
| Bayelsa Queens         | Yenagoa       | B      | 4 (2004, 2006, 2007, 2018)                   |
| Confluence Queens (en) | Lokoja        | A      |                                              |
| Delta Queens           | Asaba         | B      | 5 (2003, 2008, 2009, 2011, 2012)             |
| Edo Queens             | Benin City    | A      |                                              |
| Naija Ratels           | Makurdi       | A      |                                              |
| Nasarawa Amazons       | Lafia         | A      | 2 (2013, 2017)                               |
| Osun Babes (en)        | Osogbo        | A      |                                              |
| Pelican Stars (en)     | Calabar       | A      | 7 (1997, 1998, 1999, 2000, 2001, 2002, 2005) |
| Rivers Angels          | Port Harcourt | B      | 7 (1994, 2010, 2014, 2015, 2016, 2019, 2021) |
| FC Robo Queens         | Lagos         | B      |                                              |
| Royal Queens           | Warri         | B      |                                              |
| Sunshine Queens (en)   | Akure         | B      |                                              |

## Compétition
Le championnat se dispute en deux poules de 7 équipes. Les trois premières de chaque poule se qualifient pour les play-offs, le Super Six. Le vainqueur se qualifie pour le tournoi de qualification de la zone UFOA-B pour la Ligue des champions de la CAF.

### Phase de groupes
| Rang | Équipe                 | Pts | J  | G | N | P  | Bp | Bc | Diff |
| ---- | ---------------------- | --- | -- | - | - | -- | -- | -- | ---- |
| 1    | Nasarawa Amazons       | 27  | 12 | 9 | 0 | 3  | 24 | 6  | +18  |
| 2    | Edo Queens             | 26  | 12 | 8 | 2 | 2  | 24 | 8  | +16  |
| 3    | Naija Ratels P         | 18  | 12 | 5 | 3 | 2  | 19 | 15 | +4   |
| 4    | Osun Babes (en)        | 17  | 12 | 5 | 2 | 5  | 9  | 12 | -3   |
| 5    | Confluence Queens (en) | 16  | 21 | 4 | 4 | 4  | 10 | 9  | +1   |
| 6    | Adamawa Queens P       | 12  | 12 | 4 | 0 | 8  | 9  | 20 | -11  |
| 7    | Pelican Stars (en)     | 4   | 12 | 1 | 1 | 10 | 2  | 25 | -23  |

| Rang | Équipe               | Pts | J  | G | N | P | Bp | Bc | Diff |
| ---- | -------------------- | --- | -- | - | - | - | -- | -- | ---- |
| 1    | Bayelsa Queens       | 24  | 12 | 7 | 3 | 2 | 16 | 5  | +11  |
| 2    | Rivers Angels T      | 23  | 12 | 7 | 2 | 3 | 17 | 7  | +10  |
| 3    | Delta Queens         | 23  | 12 | 6 | 5 | 1 | 17 | 7  | +10  |
| 4    | FC Robo Queens       | 19  | 12 | 6 | 1 | 5 | 14 | 10 | +4   |
| 5    | Abia Angels          | 11  | 12 | 2 | 5 | 5 | 3  | 17 | -14  |
| 6    | Royal Queens         | 10  | 12 | 3 | 1 | 8 | 10 | 20 | -10  |
| 7    | Sunshine Queens (en) | 7   | 12 | 2 | 1 | 9 | 6  | 22 | -16  |

- Qualifiées pour les play-offs

### Super Six
Lors du Super Six, qui se déroule à Benin City, chaque équipe affronte les autres une fois. L'équipe qui termine en tête est sacrée championne.
| Rang | Équipe           | Pts | J | G | N | P | Bp | Bc | Diff |
| ---- | ---------------- | --- | - | - | - | - | -- | -- | ---- |
| 1    | Bayelsa Queens   | 15  | 5 | 5 | 0 | 0 | 10 | 3  | +7   |
| 2    | Nasarawa Amazons | 9   | 5 | 3 | 0 | 2 | 7  | 3  | +4   |
| 3    | Rivers Angels    | 8   | 5 | 2 | 2 | 1 | 5  | 3  | +2   |
| 4    | Edo Queens       | 5   | 5 | 1 | 2 | 2 | 2  | 3  | -1   |
| 5    | Delta Queens     | 5   | 5 | 1 | 2 | 2 | 1  | 2  | -1   |
| 6    | Naija Ratels     | 0   | 5 | 0 | 0 | 5 | 0  | 10 | -10  |

## Distinctions individuelles
|    | Joueuse             | Club             | Buts |
| -- | ------------------- | ---------------- | ---- |
| 1. | Gift Monday         | Bayelsa Queens   | 9    |
| 2. | Amarachi Okoronkwo  | Nasarawa Amazons | 2    |
| 2. | Chiamaka Okwuchukwu | Rivers Angels    | 2    |
| 2. | Esther Onyenezide   | Edo Queens       | 2    |

L'attaquante des Bayelsa Queens, Gift Monday, reçoit les prix de la meilleure joueuse de la finale, de la meilleure buteuse de la saison et de la meilleure joueuse de la saison. La gardienne des Nasarawa Amazons, Ange Gabrielle Bawu, est nommée meilleure gardienne de la compétition.